# سوسکچه خرطوم‌دار ماژور
سوسکچه خرطوم‌دار ماژور (نام علمی: Tanysphyrus major) نام یک گونه از بالاخانواده سوسکچه است.